# Эшшольция Лобба
Эшшо́льция Ло́бба (лат. Eschscholzia lobbii) — вид травянистых растений рода Эшшольция (Eschscholzia) семейства Маковые (Papaveraceae). Назван в честь британского ботаника и собирателя растений Уильяма Лобба (1809—1864).

## Ареал и местообитание
Эшшольция Лобба является эндемиком Калифорнии, где встречается в Калифорнийской долине и близлежащих предгорьях Сьерра-Невады. Растёт в открытых полях и на лугах. Цветёт поздней зимой — весной (март — май).

## Ботаническое описание
Однолетнее травянистое растение, растёт кустом. Листья сегментированные, с заострёнными листочками. Стебель прямостоячий, высотой 5—15 см. Цветок одиночный с жёлтыми лепестками с небольшими вкраплениями оранжевого, 7—12 мм диаметре. Плод — коробочка 4—7 см длиной. Семена мелкие, коричневые, эллипсовидные, 1,4—2,0 мм длиной. Хромосомный набор 2n = 12.

## Синонимика
- Eschscholzia graminea Fedde
- Eschscholzia pulchella Greene
- Eschscholzia unguiculata Greene[1]